# كأس أوكرانيا 2018–19
كأس أوكرانيا 2018–19 هو الموسم 28 من كأس أوكرانيا. أقيم خلال الفترة 17 يوليو 2018 وحتى 15 مايو 2019، وأشرف على تنظيمه اتحاد أوكرانيا لكرة القدم، وكان عدد الأندية المشاركة فيه 50، وفاز فيه نادي شاختار دونيتسك.